# Edward G. Bourne
Edward Gaylord Bourne (Strykersville, New York, 1860 - 1908), historiador e hispanista estadounidense.

## Biografía
Se educó en Yale, donde se graduò con honores en 1883, y fue catedrático de historia de su Universidad. Escribió Spain in America (1450-1580) (New-York: Hasper & brothers publihers, 1904), donde deshacía la leyenda negra sobre la colonización española de América, y The History of the Surplus Revenue of 1837: Being an Account of Its Origin, Its Distribution Among the States, and the Uses to Which It Was Applied (New York: G.E. Putnam's Sons, 1885).

## Obras
- The History of the Surplus Revenue of 1837 (1885)
- The Legend of Marcus Whitman, The American Historical Review Vol. 6 (1901)
- Historical Introduction to the Philippine Islands (1903)
- Spain in America (1904)
- Life of J. L. Motley (1905)
- Discovery, Conquest, and History of the Philippine Islands (1907)
- Edición de Rocher's Spanish Colonial System (1904), y traducción de The Narrative of De Soto (1904) y The Voyage of Champlain (1905).

- Datos: Q5343078
- Multimedia: Edward Gaylord Bourne / Q5343078